# Бердыев, Байрамнияз
Байрамнияз Бердыев (13 сентября 1974) — советский и туркменский футболист, вратарь, туркменский футбольный тренер. Выступал за сборную Туркменистана.

## Биография
Дебютировал во взрослом футболе в последнем сезоне первенства СССР, выступая в низших лигах за «Копетдаг» и «Ахал». После распада СССР продолжил играть за клубы чемпионата Туркменистана, в том числе «Туран» (Дашогуз), «Ниса» и снова за «Копетдаг». Становился чемпионом и призёром национального чемпионата.
В 2001 году перешёл в казахстанский клуб «Есиль-Богатырь», где провёл три с половиной сезона, в первых трёх был основным вратарём. Бронзовый призёр чемпионата Казахстана 2001 года, в том сезоне пропустил лишь 11 голов в 25 матчах. Всего за казахстанский клуб сыграл 76 матчей в чемпионате и 9 — в Кубке страны.
Затем снова выступал на родине и ненадолго переходил в казахстанский «Ордабасы», где провёл один матч в чемпионате и 2 игры в Кубке Казахстана. Во второй половине 2000-х годов играл в Узбекистане — в 2006—2007 годах был основным вратарём «Кызылкума», также выступал за «Шуртан» и «Навбахор». В чемпионате Туркменистана становился чемпионом в 2004 году с клубом «Небитчи» и в 2008 году с «Ашхабадом». В 2008 году в матче Суперкубка страны против «Шагадама» отразил три пенальти и забил решающий гол в послематчевой серии.
С 2000 года выступал за национальную сборную Туркменистана. Первый матч сыграл 8 октября 2000 года против Узбекистана, заменив на 84-й минуте Александра Коробко. Участник финального турнира Кубка Азии 2004 года, где был третьим вратарём и ни разу не вышел на поле. В 2010 году стал финалистом Кубка вызова АФК, сыграв все 5 матчей на турнире. Всего за сборную провёл 28 матчей.
Со второй половины 2010-х годов работает тренером вратарей в «Ахале». В конце сезона 2019 года после отставки Аманклыча Кочумова исполнял обязанности главного тренера, под его руководством клуб стал финалистом Кубка Туркменистана.